# 의정부시 을
의정부시 을은 대한민국의 국회의원 선거구이다. 경기도 의정부시의 일부 지역을 관할한다. 현직 국회의원은 더불어민주당의 이재강이다.

## 역사
제17대 국회의원 선거를 앞두고 의정부시 선거구가 갑, 을로 분구되면서 신설되었다.

## 관할 구역
| 대수      | 관할 구역                                                            |
| --------- | -------------------------------------------------------------------- |
| 17대~20대 | 의정부시 장암동, 신곡1동, 신곡2동, 송산1동, 송산2동, 자금동          |
| 21대~     | 의정부시 장암동, 신곡1동, 신곡2동, 송산1동, 송산2동, 송산3동, 자금동 |

## 역대 국회의원
| 선거   | 정당 | 정당         | 의원   |
| ------ | ---- | ------------ | ------ |
| 2004년 |      | 열린우리당   | 강성종 |
| 2008년 |      | 통합민주당   | 강성종 |
| 2012년 |      | 새누리당     | 홍문종 |
| 2016년 |      | 새누리당     | 홍문종 |
| 2020년 |      | 더불어민주당 | 김민철 |
| 2024년 |      | 더불어민주당 | 이재강 |

## 역대 선거 결과

### 대한민국 제17대 국회의원 선거
|  | 45.39% |

|  | 37.96% |

|  | 10.25% |

|  | 4.11% |

|  | 1.89% |

|  | 0.37% |

### 대한민국 제18대 국회의원 선거
|  | 48.84% |

|  | 39.09% |

|  | 4.66% |

|  | 3.85% |

|  | 2.99% |

|  | 0.54% |

### 대한민국 제19대 국회의원 선거
|  | 49.07% |

|  | 45.46% |

|  | 5.46% |

### 대한민국 제20대 국회의원 선거
|  | 41.51% |

|  | 32.75% |

|  | 21.96% |

|  | 3.76% |

### 대한민국 제21대 국회의원 선거
|  | 55.98% |

|  | 38.83% |

|  | 4.33% |

|  | 0.85% |

### 대한민국 제22대 국회의원 선거
|  | 55.27% |

|  | 44.72% |